# 4785 Petrov
A 4785 Petrov (ideiglenes jelöléssel 1984 YH1) a Naprendszer kisbolygóövében található aszteroida. Ljudmila Georgijevna Karacskina fedezte fel 1984. december 17-én.